# Salanoia durrelli
Espèce
Répartition géographique
Salanoia durrelli est une espèce de mammifères de la famille des Eupleridae endémique de Madagascar. Elle est étroitement liée à la Galidie unicolore (Salanoia concolor), avec laquelle elle forme le genre Salanoia. Considérées comme des espèces distinctes, celles-ci sont génétiquement semblables, mais morphologiquement distinctes. Le premier individu de Salanoia durrelli fut observé en 2004 et a ensuite été décrit comme une nouvelle espèce en 2010 par Durbin et al..
Observé aux alentours du lac Alaotra, Salanoia durrelli est un petit carnivore brun-rougeâtre, qui se caractérise par des pattes larges avec des coussinets proéminents, de couleur rougeâtre et de larges dents robustes, qui permettent de le différencier de la Galidie unicolore Salanoia concolor. Seuls deux spécimens ont été pesés, la masse corporelle enregistrée était de 600 g et de 675 g. C'est un animal affectionnant les marais du lac Alaotra, qui peut se nourrir de crustacés et de mollusques. Menacée d'extinction, l'espèce fait partie de la liste des 100 espèces les plus menacées au monde établie par l'UICN en 2012.

## Description
Salanoia durrelli est très proche de la Galidie unicolore (Salanoia concolor). Il est brun rougeâtre dans l'ensemble, plus pâle que la Galidie unicolore. La tête et la nuque sont tachetées, la fourrure est longue et douce. Les parties inférieures et la face interne de l'oreille sont brun-clair. La queue est de même couleur que le corps, mais la pointe est brune-jaunâtre. Les pieds sont nus, avec une couleur brun-clair sur les antérieurs et brun foncé sur les postérieurs. Chacun des cinq doigts des pattes postérieures porte une longue griffe brun foncé. Il y a des rangées de poils raides le long des bords extérieurs des pieds. Ce qui diffère de S. concolor qui a des pattes plus étroites avec coussinets moins développés.
Pour le spécimen holotype récolté, une femelle, la longueur du corps (avec la tête) est de 310 mm, la longueur de la queue est de 210 mm, la longueur des pattes postérieures est de 66,8 mm, la longueur de l'oreille est de 17,5 mm, et la masse corporelle était de 675 g. Pour l'autre spécimen, un mâle, qui a été capturé et relâché, la longueur du corps (avec la tête) était d'environ 330 mm, la longueur de la queue était d'environ 175 mm, et la masse corporelle était de 600 g. Sur la base de ces données limitées, S. durrelli pourrait être légèrement plus petite que la mangouste unicolore.
Le crâne ressemble généralement à celui de la Galidie unicolore, mais le rostre (partie avant) est large et profond, les os du nez sont larges et courts, et la région de la mâchoire est large. La mandibule (mâchoire inférieure) est robuste et présente une grande et haute apophyse coronoïde (une saillie à l'arrière de l'os). L'analyse statistique des mesures des crânes et dents de S. durrelli diffère fortement des échantillons de la Salanoia concolor.
Salanoia durrelli a une dentition plus robuste que sa cousine, les dents ont de plus grandes surfaces. Les premières et deuxièmes incisives supérieures sont plus petites que la troisième, qui est séparé de la canine par un diastème (écart) marqué. La canine est plus robuste que celle de la Galidie unicolore. La première prémolaire supérieure est petite, mais la deuxième et la troisième sont plus grandes. Ces deux dernières dents sont plus courtes et plus larges que chez S. concolor. La quatrième prémolaire est grande, comme la première molaire. La première incisive inférieure est plus petite que les deux autres. La canine inférieure, les prémolaires et la première molaire sont bien développés. La deuxième molaire est large, mais de taille inférieure à celle de la Galidie unicolore.

## Habitat - Répartition - Comportement
Salanoia durrelli a été enregistré à Andreba, une zone marécageuse à 750 mètres au-dessus de niveau de la mer sur la côte orientale du Lac Alaotra. L'occurrence la plus proche de Solanoia concolor est d'environ 55 km à partir de Alaotra. Le premier spécimen observé nageait, il pourrait avoir fui l'activité humaine sur le rivage. Les deux autres ont été capturés sur des tapis de végétation flottante. Ainsi, S. durrelli s'est montré dans un habitat marécageux très différent des forêts de S. concolor.
S. durrelli peut utiliser sa dentition robuste pour se nourrir de proies avec des parties dures, comme des crustacés et des mollusques, en plus de petits vertébrés. En effet, les deux spécimens de S. durrelli ont été capturés au moyen de pièges appâtés avec du poisson et de la viande. Cette espèce est semblable à bien des égards à une mangouste des marais du continent africain (Atilax paludinosa). Une mangouste carnivore plus grande, habitant les zones humides et qui utilise également des tapis de végétation pour se nourrir et pour dormir.

## Statut de conservation
L'habitat unique du lac Alaotra est menacé par la pollution, la destruction des marais pour l'installation de rizières, la pêche excessive et les espèces introduites telles que les poissons exotiques (Oreochromis macrochir), les végétaux, le rat noir (Rattus rattus), et la petite civette Indienne (Viverricula indica), un autre petit carnivore. Un oiseau limité à la zone, le grèbe d'Alaotra (Tachybaptus rufolavatus), a récemment été déclaré éteint (BirdLife International, 2010) et la population de lémuriens Hapalémur sur les rives du lac a chuté d'environ 30% entre 1994 et 1999 (Mutschler et al., 2001). Ainsi une espèce étroitement distribué comme Salanoia durrelli avec une petite population, est susceptible d'être menacée par la dégradation de son habitat et la concurrence avec la civette Indienne et le rat noir, mais son état de conservation n'a pas encore été officiellement évalués.

## Systématique
Cette espèce a été décrite en 2010 par Joanna Durbin (d), Stephan M. Funk (d), Frank Hawkins (d), Daphne M. Hills (d), Paulina D. Jenkins, Clive B. Moncrieff (d) et Fidimalala B. Ralainasolo (d).
Un premier individu en train de nager a d'abord été observé en 2004 par la Durrell Wildlife Conservation Trust (en) (DWCT). Cette observation eut lieu lors d'une étude des lémuriens (Hapalemur) dans la région du Lac Alaotra, qui est la plus grande zone humide de Madagascar. L'animal a été capturé, photographié, puis relâché, mais l'examen de la photographie a révélé qu'il ne pouvait être identifié à aucune autre espèce connue de carnivores malgaches (Eupleridae). Par conséquent, deux spécimens ont été capturés en 2005 par le DWCT. L'un a été naturalisé pour faciliter les comparaisons morphologiques supplémentaires. (Durbin et al., 2010, p. 342)
En 2010, il a été officiellement décrit comme Salanoia durrelli dans un article de Joanna Durbin et une équipe de scientifiques de Climate, Community & Biodiversity Alliance, Nature Heritage, du Museum d'Histoire Naturelle, de l'ONG Conservation International, et du DWCT. Les villageois avaient déjà signalé la présence d'un petit carnivores à Alaotra, et il avait été émis l'hypothèse que l'animal était étroitement lié à l'espèce Salanoia concolor. (Garbutt, 1999, p. 140)
Salanoia durrelli a été placé dans le genre Salanoia, qui, auparavant, ne comprenait que la mangouste unicolore de l'est de Madagascar. Bien que S. durrelli montre d'importantes différences morphologiques par rapport à sa cousine, l'ADN mitochondrial des deux espèces est très semblable. Les scientifiques ont donc choisi de reconnaître la population du lac Alaotra comme une espèce distincte en raison de sa différenciation morphologique significative. Les particularités morphologiques observées pourraient être le résultat d'adaptations à la vie dans les zones humides du lac Alaotra, comparables aux espèces de lémuriens Hapalemur alaotrensis, qui est également reconnu comme une espèce distincte en dépit d'être génétiquement proche des Hapalemur griseus plus répandues.

### Étymologie
Son épithète spécifique, durrelli, lui a été donnée en l'honneur de Gerald Durrell (1925–1995), naturaliste, écrivain et présentateur de télévision britannique, fondateur de la DWCT.

### Publication originale
- (en) Joanna Durbin, Stephan M. Funk, Frank Hawkins, Daphne M. Hills, Paulina D. Jenkins, Clive B. Moncrieff et Fidimalala Bruno Ralainasolo, « Investigations into the status of a new taxon of Salanoia (Mammalia: Carnivora: Eupleridae) from the marshes of Lac Alaotra, Madagascar », Systematics and Biodiversity, Cambridge, vol. 8, no 3,‎ 2010, p. 341–355 (ISSN 1477-2000, e-ISSN 1478-0933, DOI 10.1080/14772001003756751).